# Binangun (Bantarsari)
Binangun is een bestuurslaag in het regentschap Cilacap van de provincie Midden-Java, Indonesië. Binangun telt 7677 inwoners (volkstelling 2010).